# Il seme sotto la neve
Il seme sotto la neve è il terzo romanzo di Ignazio Silone, scritto fra il 1939 e il 1940 durante il suo esilio in Svizzera e pubblicato in lingua tedesca a Zurigo nel 1941; nel 1942 fu pubblicato anche in italiano.
È il seguito del romanzo Vino e pane.

## Storia editoriale
Il libro fu scritto negli anni '39-'40 durante l'esilio dell'autore in Svizzera e venne pubblicato per la prima volta in lingua tedesca a Zurigo nel 1941, con il titolo di Der Samen unter dem Schnee; nel 1942 fu pubblicato anche in lingua italiana sempre in Svizzera, ma censurato da tagli e modifiche per intervento della censura militare svizzera.
Come per gli altri suoi romanzi Fontamara e Vino e pane, Silone rivide più volte il testo apportandovi ingenti modifiche. Dopo una prima edizione in Italia nel 1945, l'opera uscì nel 1950 per Arnoldo Mondadori Editore, quando l'autore vi operò una profonda revisione del testo, e di nuovo sempre per Mondadori nel 1961 in una versione definitiva corretta. 

## Trama
Pietro Spina, un intellettuale comunista già protagonista del precedente romanzo Vino e pane, continua le sue peripezie in una società dittatoriale. Per Silone, tuttavia, anche sotto il peso della tirannide, la vita resiste e sopravvive, analogamente a quel seme che, ricoperto dalla neve, non muore e che sarà pronto a spuntare. 
La nonna, Donna Maria Vincenza, cerca di salvare Pietro: tornato al suo paese natale, dopo essersi scontrata col rifiuto del figlio Don Bastiano, l'anziana chiede aiuto al notabile della contrada, Don Coriolano, affinché si rechi a Roma a chiedere il perdono governativo per il ribelle. Ma Pietro, uomo integro e impegnato moralmente, respinge la grazia. Dopo aver vissuto a lungo in una spelonca dove ha ricevuto aiuto dal sordomuto Infante, egli va a vivere ospite di Simone. I due, assieme a Infante, nel frattempo rintracciato da Pietro e condotto a vivere presso di loro, intrecciano un forte legame di amicizia basato sulla vita a contatto con la natura e ai margini della società. Nel timore che il suo nascondiglio venga rivelato dalla famiglia avversaria degli Spina, Pietro ripara nel paesino di Acquaviva, alloggiando sotto mentite spoglie in un albergo; qui nasce l'idillio con Faustina, giovane donna già conosciuta in gioventù e oggetto del suo amore segreto. Frattanto, Infante è arrestato perché ritenuto colpevole di aver contraffatto con punti interrogativi le scritte inneggianti al regime fascista presenti sui muri del paese. Pietro si mette alla sua ricerca, nonostante l'intervento di Don Severino lo preghi di accogliere nuovamente con sé Faustina per poi mettersi con lei in viaggio e coronare il loro sogno d'amore rifacendosi una vita all'estero. Ma l'attaccamento per la sorte dello sventurato cafone sordomuto prevale e, raggiunto Infante, nel frattempo uscito di galera, lo consegna al padre Giustino emigrante rientrato dall'America. 
L'epilogo è tragico. Pietro scopre Infante quale autore del parricidio e, in un gesto estremo di sacrificio e altruismo, si consegna ai Carabinieri in vece del reo consentendogli la fuga, si autoaccusa del delitto che non ha commesso.

## Edizioni
- Der Samen unter dem Schnee, traduzione di Werner Johannes Guggenheim, Zürich, Oprecht & Helbing, 1941.
- Il seme sotto la neve, Lugano, Nuove Edizioni di Capolago, 1942.
- Il seme sotto la neve, Roma, Editrice Faro, 1945.
- Il seme sotto la neve, Collezione La Medusa degli italiani, Milano, Mondadori, giugno 1950. - Ed. riveduta, Collana Narratori italiani, Mondadori, 1961; Collana Scrittori italiani e stranieri, Mondadori, 1974; Introduzione di Vittorio Libera, Collana Oscar, Mondadori, 1976; Introduzione di Claudio Marabini, Collana Oscar, Mondadori, 1999.
- in  Romanzi e saggi 1927-1944, Collezione I Meridiani, Milano, Mondadori, 1998, ISBN 978-88-044-3585-3.
- Il seme sotto la neve. Edizione critica a cura di Alessandro La Monica, Milano-Firenze, Mondadori Education-Le Monnier Università, 2015, ISBN 978-88-007-4666-3.
- Il seme sotto la neve, Nuova edizione, Collana Oscar Moderni, Milano, Mondadori, 2018, ISBN 978-88-046-8935-5.